# The Book of Souls: Live Chapter
The Book of Souls: Live Chapter är ett livealbum av det engelska heavy metal-bandet Iron Maiden. Albumet spelades under The Book of Souls World Tour 2016-2017.
Alla låtarna är inspelade i olika städer under turnén 2016, förutom Wrathchild och The Great Unknown som är inspelade 2017. Låtlistan är ordnad efter hur den såg ut 2017, då Wrathchild och The Great Unknown hade ersatt Tears of a Clown och Hallowed Be Thy Name.

## Låtlista

### Cd 1
1. If Eternity Should Fail (Dickinson)
2. Speed of Light (Smith/Dickinson)
3. Wrathchild (Harris)
4. Children of the Damned (Harris)
5. Death or Glory (Smith/Dickinson)
6. The Red and the Black (Harris)
7. The Trooper (Harris)
8. Powerslave (Dickinson)

### Cd 2
1. The Great Unknown (Harris)
2. The Book of Souls (Gers/Harris)
3. The Evil That Men Do (Smith/Harris/Dickinson)
4. Fear of the Dark (Harris)
5. Iron Maiden (Harris)
6. The Number of the Beast (Harris)
7. Blood Brothers (Harris)
8. Wasted Years (Smith)

## Banduppsättning
- Steve Harris - bas
- Bruce Dickinson sång
- Dave Murray - gitarr
- Adrian Smith - gitarr
- Janick Gers - gitarr
- Nicko McBrain - trummor